# Antiblemma trova
Antiblemma trova är en fjärilsart som beskrevs av Paul Dognin 1897. Antiblemma trova ingår i släktet Antiblemma och familjen nattflyn. Inga underarter finns listade i Catalogue of Life.